# Asociația "21 Decembrie" vs. România
Cauza Asociația "21 Decembrie" și alții vs. România (petițiile numărul 33810/02, 18817/08, hotărârea din 24 mai 2011) Curtea a hotărât în unanimitate, că România a încălcat articolele 2, 8 din Convenția Europeană a Drepturilor Omului prin faptul că nu a investigat în mod serios crimele legate de revoluția din 1989 și că a intervenit în viața privată a cetățenilor prin supravegherea ilegală a telefoanelor unor cetățeni. Hotărârea CEDO este de asemenea importantă deoarece aceasta a cenzurat atitudinea, considerată ilegală de către CEDO, parchetelor care refuzau furnizarea de copii după documente din dosarul penal părții vătămate, documente care ar fi permis părții vătămate să înțeleagă și să urmărească mersul anchetei pornite ca urmare a plângerii lor.  

## Relativ la art. 2 din Convenție

### Concluziile CEDO
- Relativ la art. 2 din Convenție, Curtea de la Strasbourg a hotărât că ne comunicarea actelor din cadrul dosarelor penale către părțile din dosar (mai ales către partea vătămată) este ilegală, chiar dacă uzanțele din Parchete nu conțin această prevedere [4]. De asemenea deși rezoluțiile de începere a urmăririi penale nu se comunica din oficiu, Curtea a confirmat că comunicarea acestora, la cererea părților, este obligatorie. [4] Curtea de la Strasbourg a arătat în mai multe rânduri ca actele din dosarele penale instrumentate de procurori se comunică, în copii xerox [5]. [6] [7]
- Ca urmare a sentinței CEDO, Parchetul de pe lângă Înalta Curte de Casație și Justiție a fost obligat să comunice Asociației 21 decembrie 1989 toate Dosarele Revoluției aflate în stadiul de cercetare la procurori[8]. Curtea a explicitat în scris ca noțiunea de informare amănunțită a părților este o obligație, aceasta însemnând inclusiv comunicarea de copii xerox după actele din dosar.
- Conform CEDO, Crimele revoluției nu pot fi prescrise, întrucât anchetele au fost tergiversate și autoritățile române au fost inactive în derularea investigațiilor.

### Cazul care a stat la baza petiției
Nicolae și Elena Vlase au reclamat ca ancheta în cazul morții fiului lor, Nicusor Vlase, ucis la Revoluție in Brașov, a fost tergiversata nejustificat, ca a fost făcută ineficient, dar mai ales că aceasta a fost ținută la secret de procurori, iar ei, ca parte vătămată, nu au avut acces la dosar, mai ales după ce și-au exprimat îndoiala cu privire la faptul ca fiul lor ar fi murit împușcat. CEDO a criticat faptul ca ancheta a durat mai bine de 20 de ani, autoritățile clasificând, în mod nejustificat, anumite informații esențiale drept “secret” sau “strict secret”. Magistrații europeni au arătat ca, pe deasupra, părinții victimei nu au fost ținuți la curent cu mersul anchetei sau cu închiderea sa. În acest sens, Curtea a constatat că ascunderea deliberata a dovezilor a fost de natură să arunce dubii cu privire la capacitatea de a se stabili faptele în urma investigațiilor. În continuare, decretarea unor informații esențiale din anchetă ca “secret” sau “secret absolut” nu a fost justificată”. Curtea a arătat de asemenea că nu există niciun motiv pentru care au fost ținuți departe de anchetă soții Vlase ca parte vătămată. CEDO a constatat totodată că de abia în februarie – martie 2010 au fost declasificate documente din investigație care inițial fuseseră clasificate ca secrete sau strict secrete, și, ca urmare, de abia în 2010, părinții lui Nicusor Vlase au avut acces la ele. Pe 02.11.2009, Parchetul preda Asociației primele documente considerate de ei clasificat, ce aparținuseră Consiliului Național pentru Studierea Arhivelor Securității, creând prin aceasta un al doilea precedent juridic în România, după cel realizat prin predarea actelor considerate ne-secretizate din dosarul (97/P/1990) aflat în urmărire penală. Două săptămâni mai târziu, pe 13.11.2009, procurorii predau și documentele proaspăt declasificate ce aparținuseră SRI-ului.

## Relativ la art. 8 din Convenție

### Concluziile CEDO
- Relativ la art. 8 din Convenție, Curtea de la Strasbourg a mai stabilit ca România are o legislație necorespunzătoare în ceea ce privește colectarea și păstrarea datelor personale de către serviciile secrete, încălcând astfel dreptul la viață privată.

### Cazul care a stat la baza petiției
Teodor Doru Mărieș a acționat în judecată statul în calitate de participant la manifestațiile anticomuniste din timpul Revoluției. Conform CEDO, Mărieș a participat activ la Revoluția din 1989, iar de-a lungul anilor a solicitat de mai multe ori anchetarea incidentelor din timpul manifestațiilor anticomuniste. Președintele Asociației 21 decembrie 1989 a susținut că, în 1990, a fost supravegheat ilegal de către autoritățile statului, care i-au interceptat telefonul. În 2008, Asociația 21 decembrie 1989 a cerut SRI să comunice date despre interceptarea a trei telefoane mobile și două telefoane fixe din sediul ONG-ului. În 2009, Mărieș a reiterat solicitarea către SRI, cerând să știe dacă între decembrie 1989 și 2009 a existat o autorizație de filaj în ceea ce-l privește, inclusiv prin interceptarea telefonului. În februarie 2009, SRI i-a răspuns acestuia ca, în baza Legii 51/1991 privind securitatea națională și Legea 14/1992 privind reglementarea activității SRI, sunt “imposibile” confirmarea sau infirmarea solicitării lui Mărieș, pentru ca este necesara “respectarea prevederilor imperative ale legislației în vigoare“. Totuși în anul 2006 acesta a reușit să obțină copii după documente de filaj din anul 1990, documente care au și fost prezentate în fața CEDO și care au stat la baza condamnării statului român.

## Relativ la obligația parcheteleor de a permite părții vătămate un acces efectiv la dosar
CEDO a trimis, prin fax, agentului guvernamental CEDO al Guvernului României   o explicație a termenului „acces efectiv”, subliniind faptul că acesta presupune, „având în vedere volumul important de documente”, dreptul reclamanților „de a obține copii după documentele pertinente pentru prezentarea plângerii lor în fața Curții.”  Această interpretare este a cenzurat politica de boicot a Parchetului Parchetul general care a susținut constantă că nu poate elibera copii după dosar și că „acces efectiv” înseamnă doar consultarea documentelor la fața locului, în zilele lucrătoare și conform unui program de 4 ore pe zi, ore ce corespundeau, de altfel, programului de lucru al instanțelor.

## Istoriul predării dosarelor revoluției
Din totalul celor 108 volume care constituie dosarul cauzei, 16 volume erau inițial clasificate. La data de 27 ianuarie 2010 s-au predat un număr de 10 volume. . Până la data de 23 februarie 2010 parchetul a reușit declasificarea unui număr de 10 volume aparținând Ministerului Apărării Naționale. Tot până la această dată, 81 dintre volumele care nu au fost niciodată clasificate erau au fost predate. . În februarie însă, Asociația refuzat să primească doar parțial dosarele declasificate reclamând declasificarea tuturor clor 16 dosare.. La data de 18 martie 2010 reprezentanții Asociației 21 decembrie s-au prezentat la sediul Parchetului de pe lângă Înalta Curte de Casație și Justiție unde s-a procedat la  reverificarea și preluarea volumelor conținând documente declasificate ale Ministerului Apărării Naționale în prezența reprezentanților MApN. De asemenea s-a procedat la predarea documentelor declasificate de către Serviciul de Telecomunicații Speciale. Comunicatul Arhivat în 29 iunie 2012, la Wayback Machine. emis de către Parchetul de pe lângă Înalta Curte de Casație și Justiție în data de 18 martie 2010.</ref>. Acesta este momentul în care s-a finalizat operațiunea de predare a dosarului revoluției către Asociația 21 Decembrie.